# Stroumyani (obchtina)
La commune de Stroumyani (en bulgare Община Струмяни - Obchtina Stroumyani) est située dans le sud-ouest de la Bulgarie.

## Géographie
La commune de Stroumyani est située dans le sud-ouest de la Bulgarie, à 110 km au sud de Sofia. Elle s'étend sur la vallée étroite de la Strouma (dont le nom est dérivé), les pentes orientales de la Montagne de Maléchévo et les pentes occidentales de la montagne Pirin. 80 % de la superficie de la commune est montagneux, avec des pentes qui s'élèvent rapidement pour atteindre un relief du type alpin. La dernière période glaciaire a entraîné la constitution de formations rocheuses remarquables. Les pentes du Pirin se caractérisent, dans la région, par la présence de nombreuses grottes.
La vallée de la Strouma est formée d'alluvions peu profonds. Le Pirin est formé d'importantes masses granitiques alors que la Montagne de Maléchévo est principalement constituée de schistes cristallins.
La vallée ouverte en direction du sud et sa forme en « U » entre deux montagnes, l'altitude variant de 100 à plus de 1 000 mètres entrainent une diversité des climats sur lesquels ils influent. Dans la vallée les grands froids sont quasi inexistants (2,5 °C de température moyenne en janvier), le printemps est précoce, les été sont longs et marqués, chauds (24,3 °C de température moyenne en juillet) et secs, les automnes sont longs et doux. La pluviométrie est d'environ 650 mm/an. Dans les zones montagneuses, le climat est de type alpin-méridional avec un printemps tardif (mai), des été chauds et secs, des hivers plus froids et avec des précipitations plus marquées que dans la vallée.
La population de la commune est en constante diminution depuis 1945. Le phénomène se poursuit inexorablement et il est particulièrement marqué dans les zones montagneuses (par exemple, la population du village de Véluchéts est passé de 204 hab. en 1965 à 15 en 2001).
Son chef-lieu est la ville de Stroumyani et elle fait partie de la région de Blagoevgrad.

## Histoire
Plusieurs sites archéologiques attestent d'une présence humaine dans la région :
- près du village d'Ilindéntsi se trouvent :
  - à l'ouest, les restes d'un village de l'Antiquité et une nécropole ;
  - à 2 km au sud-est - dans le lieu-dit Témnya dol - une nécropole antique ;
  - au nord-est - près du lieu-dit Gradishtéto - une forteresse utilisée pendant l'Antiquité et le Moyen Âge ;
  - à 6 km au nord-est - au lieu-dit Vrabtcha - une forteresse médiévale ;
  - au nord - dans la région des formations rocheuses - un village habité pendant l'Antiquité tardive et au Haut Moyen Âge ;
  - à Dolna Vrabtcha un village médiéval ;
  - au lieu-dit Gramadité - l'église Svéti Arkhanguél qui date du Bas Moyen Âge ;
- près de Mikrévo :
  - à 2 km au nord-ouest, une forteresse de l'Antiquité tardive ;
  - au lieu-dit « Vratchvité », un village et une nécropole de l'Antiquité tardive ;
  - à 3 km au nord du lieu-dit Gradishtéto, une église du début du christianisme dans les Balkans ;
- à Stroumyani : une nécropole de l'Antiquité tardive ;
- à Palat :
  - à 2,5 km à l'ouest du lieu-dit « Todorov dén », un village antique ;
  - à 1 km à l'est du lieu-dit « Padarkata », un village habité dans l'Antiquité et au Moyen Âge ;
  - à 1 km au nord-est du lieu-dit Srédok, un mur de fortification antique ;
- à Igralichté, à 5 km au sud-ouest, au lieu-dit « Mita tchérkva », un village médiéval ;
- à Gorémé :
  - au nord-est - au lieu-dit Krasto - une nécropole antique ;
  - au nord-ouest du lieu-dit « Staro sélichté », un village de l'Antiquité tardive
  - à 9 km au nord-ouest du lieu-dit « Tsarkovén », un village médiéval.

La commune de Stroumyani a été constituée par décret no 2295, daté du 22 décembre 1978, du président de la République. La nouvelle structure a regroupé plusieurs petites unités administratives autour de la ville de Stroumyani. Elle a commencé à fonctionner le 7 avril 1979.
| Période | Période | Identité                   | Étiquette | Qualité |
| ------- | ------- | -------------------------- | --------- | ------- |
| 1978    | 1986    | Todorka Stoïlova           | PCB       | -       |
| 1987    | 1991    | Ivan Stoyanov Kharizanov   | PCB       | -       |
| 1991    | 1995    | Botio Dimitrov Pénév       |           | -       |
| 1995    | 1999    | Ivan Stoyanov Kharizanov   |           | -       |
| 2009    | 20..    | Valéntin Andréév Tchilikov |           | -       |

## Administration

### Structure administrative
La commune compte 21 lieux habités :
| - village de Dobri laki - village de Drakata - village de Gorémé - village de Gorna Krouchitsa - village de Gorna Ribnitsa - village de Igralichté - village de Ilindéntsi | - village de Kaménitsa - village de Karpélévo - village de Klépalo - village de Kolibité - village de Makhalata - village de Mikrévo - village de Nikoudin | - village de Palat - village de Razdol - village de Sédéléts - village de Stroumyani - village de Tsaparévo - village de Véluchéts - village de Vrakoupovitsa |

## Économie
Située sur un territoire à 80 % montagneux, la commune de Stroumyani est dotée de peu de ressources : les ressources minières sont faibles sauf des affleurements de fluorite, de marbre et de calcaire. Seule la mine « Slavyanka », près du village de Palat, justifie une exploitation industrielle mais elle ne fonctionne qu'à 5 % de sa capacité. Les flancs du Pirin contiennent d'importants gisements de marbre ; de ce fait, on trouve sur la commune la plus importante carrière de marbre dans les Balkans. Les gisements de calcaire sont inexploitée et permettraient la création de sites de production de chaux.
La commune a donc orienté son développement, depuis l'an 2000, vers l'exploitation forestière et le développement du tourisme. Ce dernier cherche à tirer profit du cadre naturel en s'orientant vers l'éco-tourisme durable et la pêche de loisir.
Le relief montagneux est peu propice à l'agriculture et ne permet que l'exploitation de la forêt. En revanche, l'économie de l'étroite vallée de la Strouma repose sur l'agriculture : fruits, légumes, tabac.
Le taux de chômage est proche de 15 %. La population active se répartit comme suit : 30 % dans l'agriculture, 30 % dans l'industrie (surtout l'exploitation et le traitement du marbre et du bois ainsi que dans l'agro-alimentaire), 10 % dans le secteur public, 10 % dans les services, 10 % sont des commerçants à leur compte.
La commune de Stroumyani bénéfice d'un positionnement stratégique avec le passage de la route (Е-79) et de la voie de chemin de fer reliant Sofia et Thessalonique.